# Kletorologion
El Kletorologion o Cletorológio de Filoteo (en griego: Κλητορολόγιον), contiene la más larga e importante de las listas bizantinas de cargos, dignidades y precedencia en la corte (los Taktika). Fue publicado en septiembre de 899 durante el reinado del emperador León VI el Sabio (r. 886–912) por el, de otra manera, desconocido protospatario y atriclino (atriklines), Filoteo. Como atriclino, Filoteo habría sido el responsable de recibir a los invitados para los banquetes imperiales (kletοria) y de conducirlos a sus asientos respectivos según su lugar en la jerarquía imperial. En el prefacio de su obra, declara explícitamente que compiló este tratado como una 'precisa exposición del orden en los banquetes imperiales, del nombre y el valor de cada título, cumpliendo lo básico de la antigua kletοrologia, y recomienda su adopción en la mesa imperial.

## Secciones
La obra de Filoteo sobrevive solo como una apéndice dentro de los últimos capítulos (52-54) del segundo libro de un tratado posterior sobre ceremonias imperiales conocido como De Ceremoniis del emperador Constantino Porfirogéneta (r. 913-959). Se divide en cuatro secciones:
- La Sección I es introductoria, y ofrece una breve descripción de todas las dignidades de la corte y los cargos estatales del Imperio Bizantino, que divide en cinco categorías: disposiciones de rango para 'hombres barbudos' (es decir, no eunucos), grandes cargos del estado, cargos menores de las distintas oficinas y ministerios, disposiciones de rango para eunucos y grandes cargos del estado reservadas a eunucos.[5]

- Las secciones II y III muestran el orden en que los funcionarios deben ser presentados en los banquetes imperiales. La Sección II señala los dignatarios más altos, aquellos que podrían estar sentados en la mesa del emperador bizantino, mientras que la Sección III trata con funcionarios de rango medio y bajo, así como con las embajadas de los otros patriarcados (Roma, Antioquía y Jerusalén) y embajadas extranjeras (árabes, búlgaros y germanos).[3][6]

- La sección IV es la parte más larga del texto, y está dirigida a los atriclinos de la corte, dando consejos sobre la organización de los diversos banquetes durante todo el año, comenzando con las celebraciones de Navidad. También contiene dos memorandos adjuntos, uno sobre las generosidades repartidas por el emperador bizantino a los funcionarios en ciertas ocasiones, y el otro sobre los salarios de los funcionarios atriclinos.[3][6]

- Sigue un breve apéndice (capítulo 54 de De Ceremoniis) con los diversos cargos eclesiásticos y su precedencia, así como el Notitia Episcopatuum de Pseudo-Epifanio, con una lista de sedes episcopales.[3]